# Dariusz Bruncz
Dariusz Bruncz (ur. 1979) – polski dziennikarz i publicysta, redaktor naczelny serwisu Ekumenizm.pl.

## Życiorys
Należy do Kościoła Ewangelicko-Augsburskiego w RP. Jest nauczycielem języka niemieckiego na Politechnice Warszawskiej. Jako dziennikarz i publicysta specjalizuje się w tematyce ekumenizmu, teologii protestanckiej oraz mariawityzmu. Od 20 czerwca 2012 piastuje funkcję redaktora naczelnego serwisu Ekumenizm.pl (na stanowisku tym zastąpił Tomasza Terlikowskiego). Był także prowadzącym oficjalną witrynę Kościoła Ewangelicko-Augsburskiego w RP na obchody jubileuszowe 500-lecia reformacji – luter2017.pl oraz redaktorem naczelnym Magazynu Teologicznego Semper Reformanda. Należy również do publicystów serwisu Opinie.wp.pl. Publikował także między innymi w miesięczniku Więź. Jest członkiem Towarzystwa Anglikańsko-Luterańskiego.
W 2018 uzyskał w Instytucie Germanistyki Uniwersytetu Warszawskiego stopień naukowy doktora.